# Velpker Sandstein

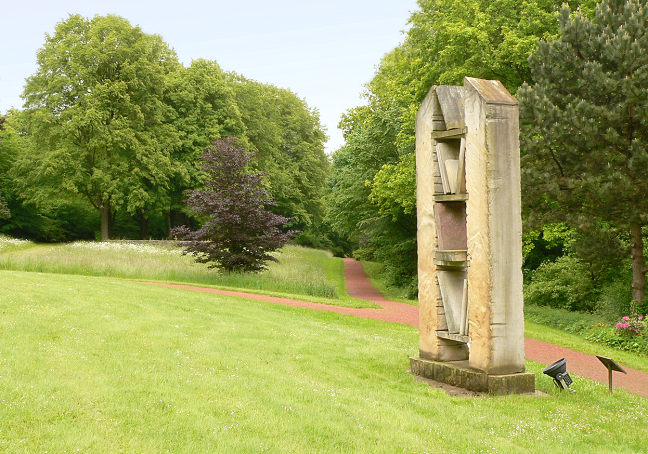
Bildwerk, entstanden in einem Bildhauersymposion in Velpke von Paul Justus Lück in Bad Helmstedt

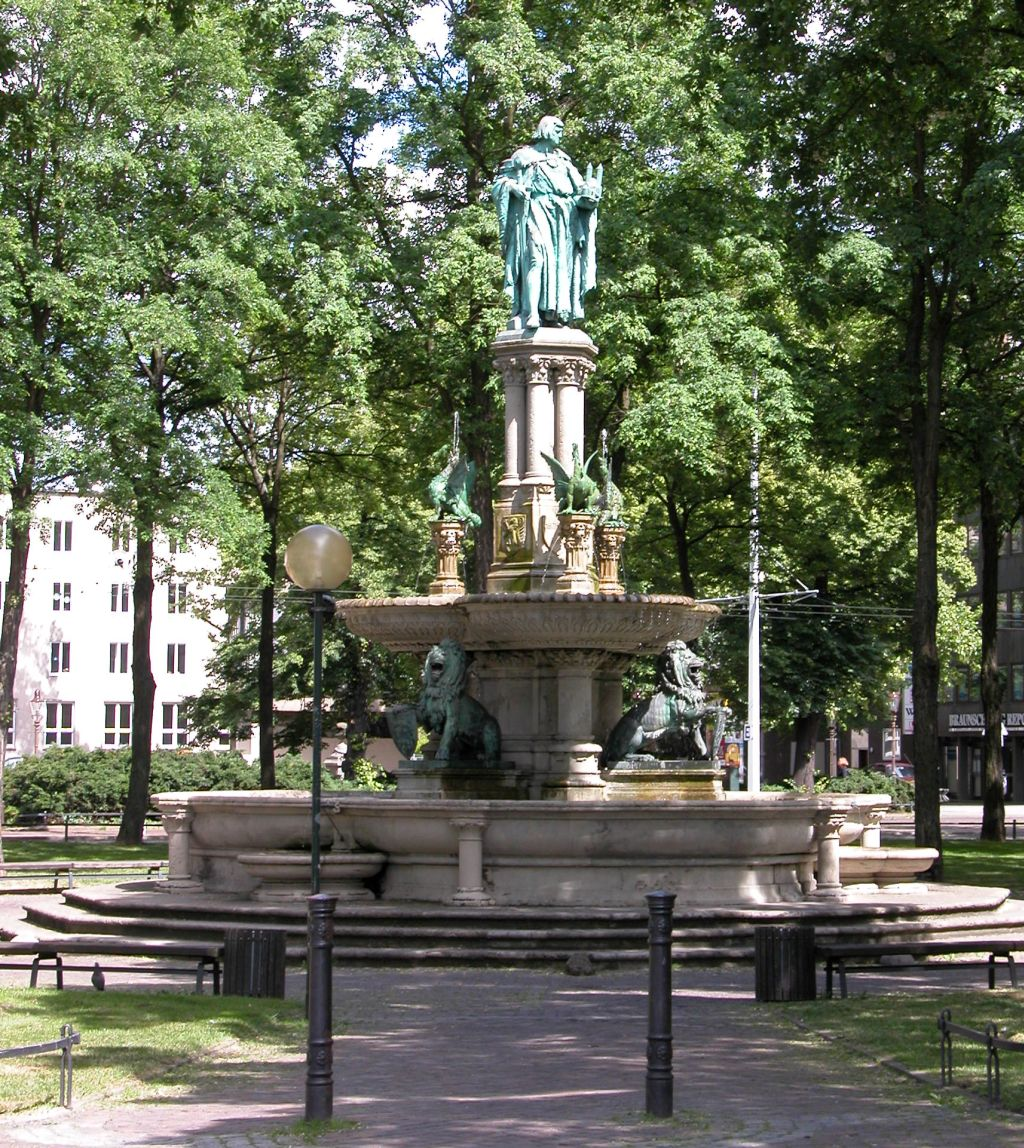
Heinrichsbrunnen aus Velpker Sandstein auf dem Hagenmarkt in Braunschweig

Der Velpker Sandstein, auch Velpker Hartsandstein oder fälschlicherweise Rhätquarzit genannt, ist dem Oberen Keuper zuzurechnen. Dieser Sandstein wurde zumeist in zahlreicheren kleineren Steinbrüchen gewonnen, die eine geringe Mächtigkeit aufweisen. Entstanden ist der Sandstein durch Ablagerungen eines Flussdeltas im Raum Hameln, Hildesheim und um Velpke bei Helmstedt. Er ist einer der härtesten und verschleißfestesten Sandsteine Deutschlands. Ein organisierter Abbau in Steinbrüchen ist seit dem Jahre 1630 nachgewiesen. Velpker Sandstein ist seit dieser Zeit mit dem Namen der Steinmetzfamilie Körner verbunden, die erst in den 1990er Jahren den Steinbruchbetrieb aufgab und an den niedersächsischen Baukonzern Papenburg AG verkaufte. Die Velpker Sandsteinbrüche liegen zwischen Velpke und Danndorf im Landkreis Helmstedt in Niedersachsen. Heute sind die meisten Steinbrüche geflutet; kein Steinbruch ist mehr im Jahre 2008 in Betrieb.

## Vorkommen

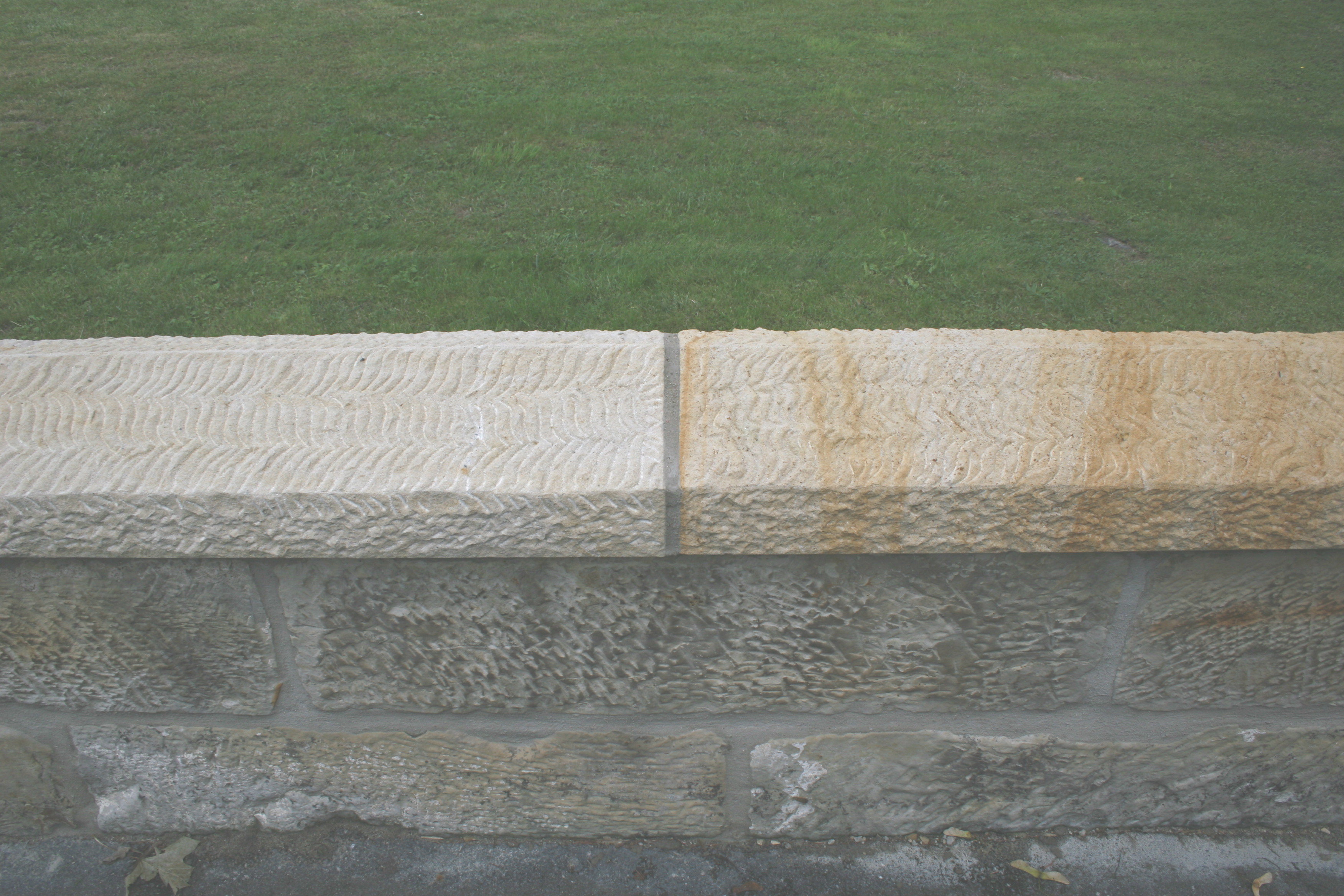
Abdeckung einer Mauer aus Velpker Sandstein; deutlich ist die Färbung des Gesteins erkennbar.

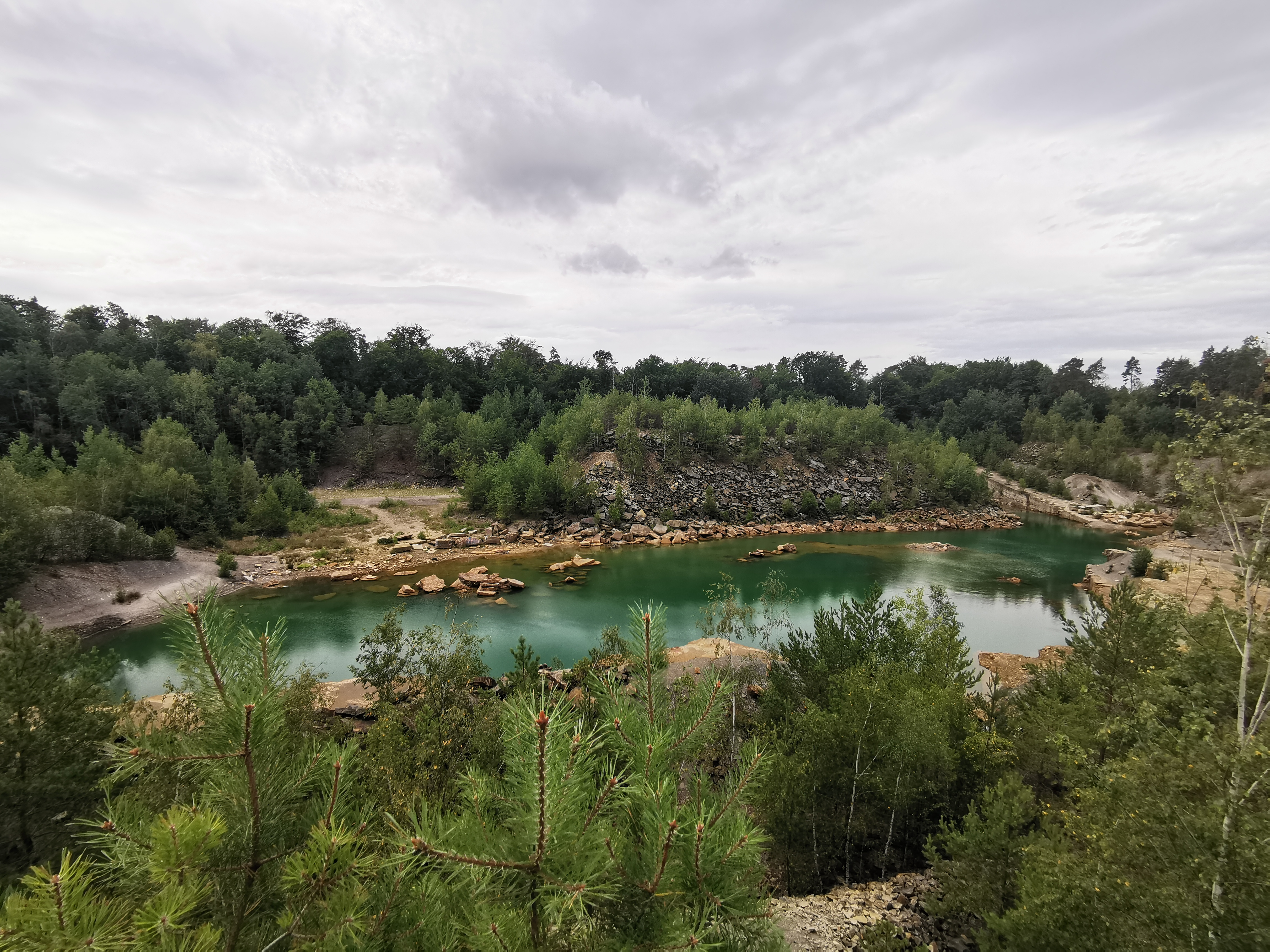
Gefluteter Steinbruch (Velpker Sandstein)

Der Velpker Sandstein entstand im Oberen Keuper (Rhät). In dieser Erdzeit entstanden große flächige quarzgebundene Sandsteine. Das Velpker Vorkommen entstand in einem Flussdelta vor etwa 200 Millionen Jahren. Der Fluss transportierte die Sandkörner und unter der Last der Eiszeitgletscher, die sich mehrere tausend Meter auftürmten, wurden die Sande verdichtet. Unter dieser Last wurde eine Drucklösung der Quarzkörner hervorgerufen und die Körner mit Kieselsäure umschlossen und zementiert. Das Hauptvorkommen dieses Sandsteins liegt zwischen Velpke und Danndorf und an einigen Stellen bei Querenhorst und Döhren tritt er an die Oberfläche. Im Süden und im Norden geht das Vorkommen in den Rätsandstein über. Die Lagerung ist regelmäßig und das Vorkommen zeigt selten eine Schichtung von 10 bis 20°. Die nutzbare Mächtigkeit liegt bei 8 bis 14 Metern, meistens allerdings 4 bis 6 Meter. Der Abbau wird durch hohe Abraummengen erschwert und ferner entstehen bei der Gewinnung flache Gruben, die sich aufgrund der Grundwasserverhältnisse schnell mit Wasser füllen.
Unter einem Abraum in einer Höhe von 3 bis 8 Metern, der aus Lockergestein und verwittertem Gesteinsmaterial besteht, befindet sich eine Sandsteinschicht, die bis zu 14 Meter mächtig ist. Die vier bis fünf für die Werksteingewinnung optimalen Sandsteinbänke befinden sich um untersten Bereich des Vorkommens. Die Bankhöhe erreicht maximal 1,50 Meter und die Blockformate, die sich gewinnen ließen, war 5,00 × 2,00 × 1,50 Meter, die für weitere Verwendungen aufgespalten wurden. Im mittleren Bereich der Schichtenfolge konnten lediglich Rohblöcke in einer Schichtenhöhe im Dezimeterbereich gewonnen werden. Diese Werksteine konnten lediglich für Mauersteine oder für Gartengestaltungen verwenden. Das andere darüberliegende Material, das sich für die Werksteinfertigung nicht verwenden ließ, wurde für den Wegebau oder als Schüttmaterial verwendet.

## Gesteinsbeschreibung
Seine Farben sind grau, grauweiß, gelbweiß, gelb bis graublau. Das Mineral, das dem Naturstein seine gelbe Farbe gibt, ist eisenhaltiger Limonit. Es handelt sich um einen feinkörnigen Sandstein, der nahezu nur als Quarz besteht, Feldspat und Glimmer treten sehr selten auf. In verschiedenen Banklagen zeigen sich dünne schwarze Schichtstreifen, die sich zum Spalten eignen. Einige Bänke, die das Mineral Pyrit (auch als „Katzengold“ bekannt) führen, werden Schwefelbänke genannt. Diese sind nicht für die Natursteingewinnung geeignet, da beim Einbau im Freien mit Rostbildung zu rechnen ist. Es gibt vereinzelt Gesteinsschichten, die weniger quarzitische Bindung aufweisen. Die Kornbindung ist quarzitisch, daher handelt es sich bei diesem Gestein um einen der härtesten bzw. verschleißfestesten Sandsteine Deutschlands. Er besteht nahezu vollständig mit 97,7 Prozent aus Quarz, dem härtesten Mineral in Gesteinen. Sandsteine mit einem Quarzanteil über 90 Prozent können als Hartsandsteine klassifiziert werden. Die Druckfestigkeit reicht je nach Gesteinslage von 500 bis 1.280 kg/cm² und die Wasseraufnahme ist mit 0,51 Prozent gering. Der Velpker Stein ist frostfest und gegen chemische Verwitterung resistent.
Die Komponenten von Velpker Sandstein sind: 85 Prozent Quarz, 13 Prozent Gesteinsbruchstücke, 1 Prozent Feldspat, Akzessorien unter 1 Prozent (Muskovit, Turmalin, Zirkon, Carbonat).

## Verwendung
Bei einem Einbau als Werkstein im Freien dunkelt er nach einer Zeit von 15 bis 20 Jahren an seiner dem Wetter zugewandten Seiten nach. Dieses Nachdunkeln wird durch die gelben Bestandteile im Velpker Sandstein, das Limonit, hervorgerufen, das in gelöster Form an die Steinoberfläche transportiert wird. Dieser Vorgang ist nicht schädlich für die Werksteine.
Der Velpker Sandstein diente als Werkstein für Mauern und Bauwerke. Er wurde für profilierte Gesimse, Treppenstufen, Bodenbeläge innen und Gehwegplatten außen, Pflastersteine, Mühlsteine und als Viehtröge verwendet. Der Stein ist ein hervorragender Wasserbaustein. Seine Hitzeeigenschaften zeichnen ihn aus, da er hohe Temperaturen ohne Deformation übersteht. Er kann zermahlen zur Flaschenglasherstellung benutzt werden. Auch als Ofenbaustein und Wetzstein sowie als Säuretrog in der chemischen Industrie fand er früher Verwendung.

## Gründung der Steinbrüche
Um das Jahr 1630 reiste Michael Körner mitten im Dreißigjährigen Krieg in die Gegend von Velpke. Er war 1580 im Sächsischen Moßbach geboren und hatte sich als Steinmetzmeister in Eisleben im heutigen Sachsen-Anhalt niedergelassen. Nach dem Tode seiner Frau und wirtschaftlicher Unsicherheit in Eisleben verließ er mit seinen Söhnen Hans und Justus diesen Ort und erschloss das Sandsteinvorkommen im Danndorf-Velpker Raum. Er beantragte die Konzessionierung des Steinbruchs und traf damit das Interesse der Grund- und Gerichtsherren auf Büstedt und der Braunschweiger Landesherrschaft, die sich eine zusätzliche Einnahmequelle versprachen. Auch die Bauern, die Spanndienste zu leisten und einen entsprechenden Bestand an Zugpferden hatten, dürften Interesse an der Erschließung von Steinbrüchen gehabt haben. Nach 1630 war ein gewisser wirtschaftlicher Aufschwung in Velpke zu verzeichnen. Doch erst Ende des 17. Jahrhunderts gab es einen Aufschwung, der durch das Steinhauergewerbe verursacht wurde. Zuvor war der Ort durch bäuerliches Leben geprägt.

## Entwicklung des Steinbruchsortes

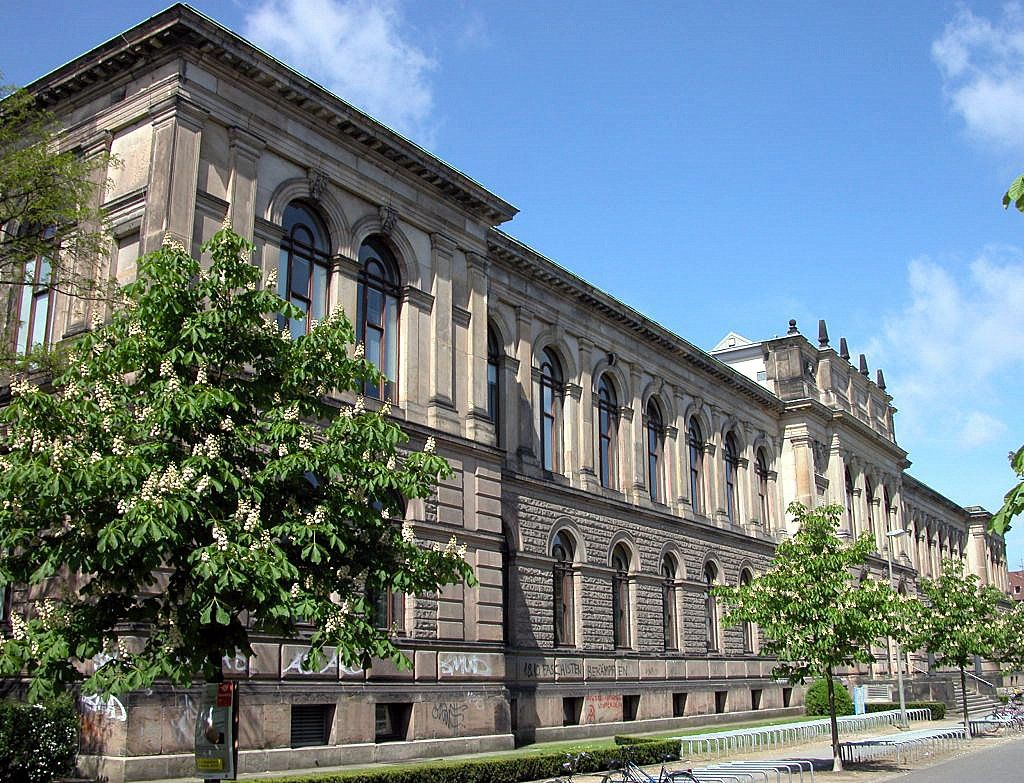
Technische Universität Braunschweig aus Velpker Sandstein

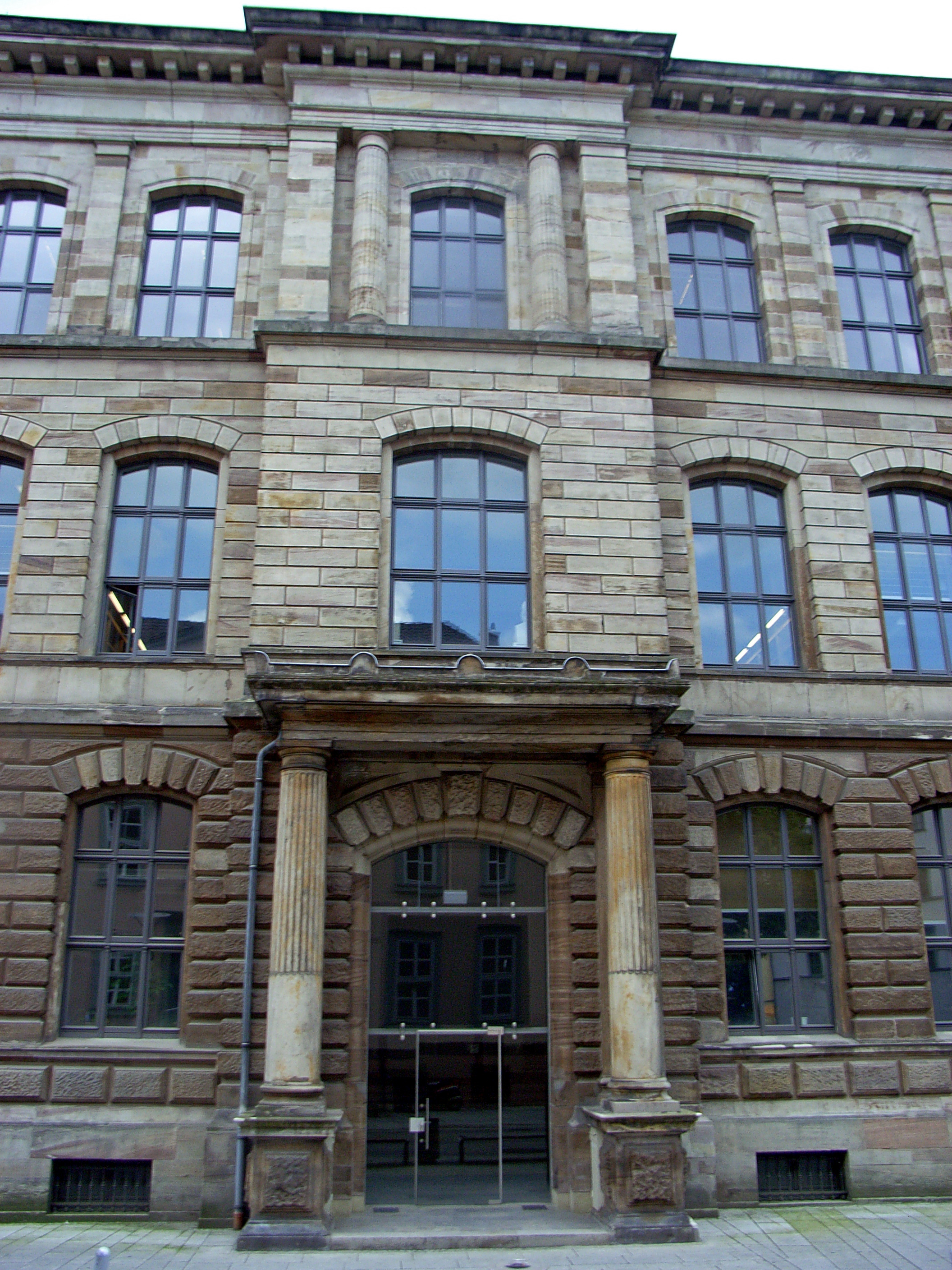
Universitätsbibliothek Göttingen

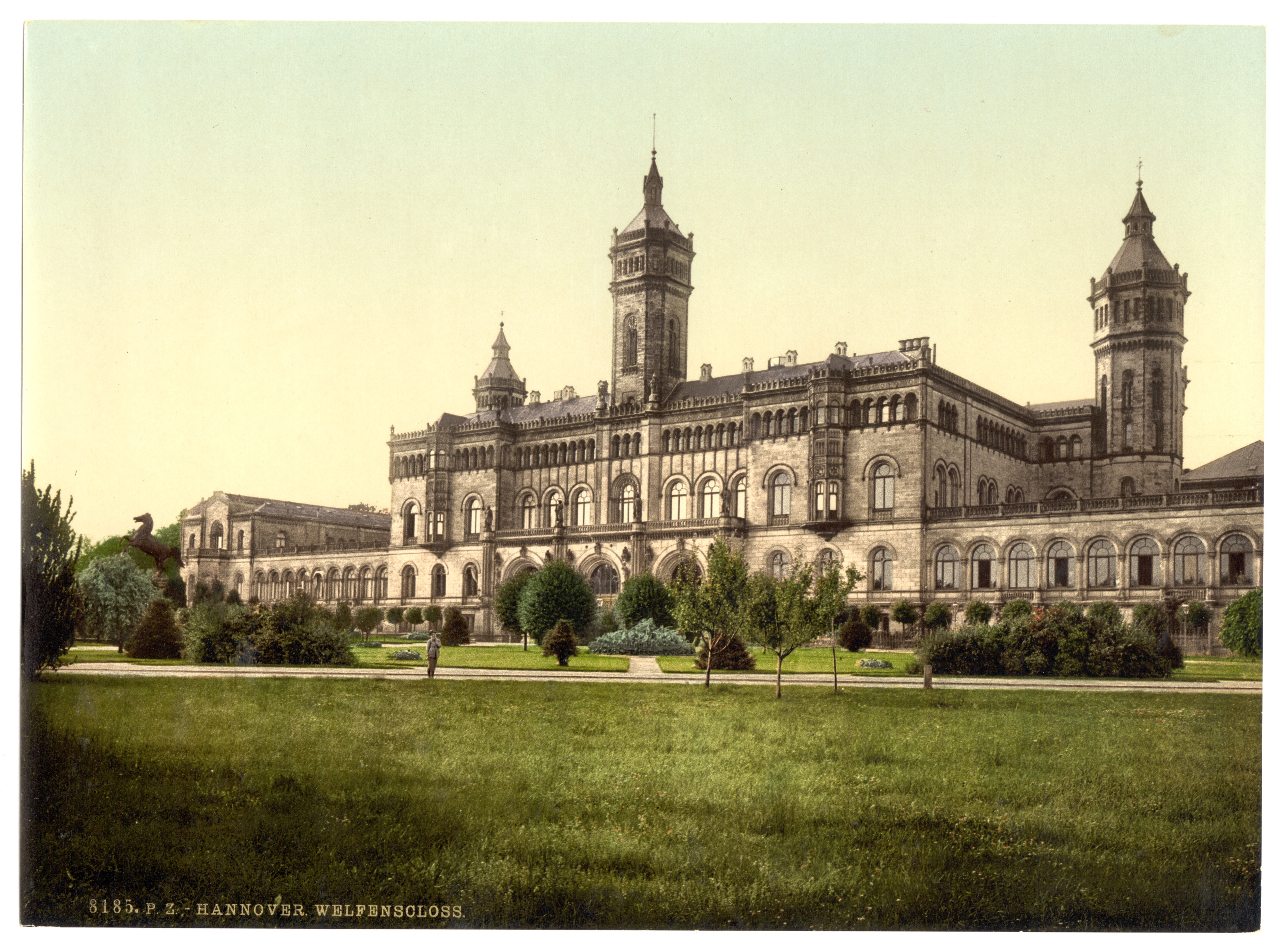
Hannover: Welfenschloss um 1895

Die Steinmetzmeister Velpkes waren entsprechend einem überlieferten Dokument von 1715 gemeinsam mit den Maurern in einer Zunft in Schöningen organisiert. Als Napoleon 1808 die Zünfte auflöste und ihr Vermögen vereinnahmte, blieb entgegen diesem Verbot in Velpke die Zunft mit 13 Steinmetzmeistern bestehen. Die Zunft wurde vor dem Kreisgericht des Amts Vorsfelde endgültig verboten. Einige Velpker Steinmetzmeister, darunter Christian Körner sen. und Johann Friedrich Körner jun. hatten sogenannte unzünftige Gesellen eingestellt. Die unzünftigen Gesellen hatten weniger als vier Jahre Ausbildung und sollten auf Beschluss der neu gegründeten Nachfolgeorganisation der Innung, einer Soziätät, die unter anderem eine Kranken- und Sterbekasse war, entlassen werden. Die Meister wehrten sich dagegen, weil sie befürchteten, dass sie alle Mitarbeiter zu verlieren würden. Sie gewannen den Rechtsstreit und die Soziätät musste die Gesellen aufnehmen.
Der Körnerbetrieb lieferte bereits 1680 große Mengen unbrennbare Glasofensteine nach Mecklenburg und Lübeck. Der Unternehmer Körner beantragte 1743 erfolglos beim Herzog Braunschweigs auf ein ausschließliches Privileg für diesen Steinhandel. Durch den erfolgreichen Auslandsabsatz gerieten alle Steinmetzbetriebe Velpkes in eine gewisse Exportabhängigkeit und als die Regierung Preußens Anfang 1770 die Einfuhr dieser Steine untersagte, ging der Umsatz von Velpker Sandstein erheblich zurück.
1749 versuchte Christian Körner tiefer als seine Wettbewerber Natursteine zu brechen, was aufgrund der Wasserverhältnisse im Steinbruchgebiet ein schwieriges Unterfangen war. Das Wasser musste mit hölzernen Pumpen und Pferdeantrieben abgepumpt werden und diese Technik war Anfang des 18. Jahrhunderts nicht ausgereift. Dieser Versuch misslang gänzlich, zeigte dennoch, dass die Steinmetzfamilie Körner Wagemut und Kreativität besaß. Ferner war die Beseitigung des Abraums und nutzloser Sandsteine für alle Steinbrüche ein technisches und finanzielles Problem, weil diese Materialien nicht planvoll, sondern auf das darunter liegende Steinmaterial abgelagert wurden. Dadurch war der weitere Aufschluss erheblich behindert und teuer, weil die Massen erneut bewegt werden mussten.
Um 1800 wurde der Velpker Sandstein nicht nur regional verkauft, sondern auch nach Preußen, Hannover und nach Russland. Ende des 19. Jahrhunderts setzte in Velpke die Industrialisierung ein. Es wurden Maschinen zur Steingewinnung und -bearbeitung eingesetzt, was nicht zum Arbeitsplatzverlust, sondern zu einer Vermehrung von Arbeitskräften führte, weil die Nachfrage anstieg. Ab 1824 wurde die Entwicklung des Orts Velpke durch die Steinbrüchen dominiert, denn nicht nur die Steinmetzmeister, Steinmetzgesellen und Steinhauer arbeiteten in den Steinbrüchen, sondern auch Tagelöhner und Bauern profitierten von der Nachfrage an Arbeit und Waren.
1682 wies eine Handwerkererhebung sechs Steinhauer aus, bereits 70 Jahre später wurden 13 Steinmetzmeister und 26 Gesellen und 1772 wurden 15 Steinmetzmeister gezählt. Ab 1824 fiel die Anzahl auf 12 Meister zurück, die über 100 Gesellen und 100 Tagelöhner in den Steinbrüchen bei einer Gesamtbevölkerung Velpkes von 565 Personen beschäftigten. 1858 ging die Nachfrage nach Steinen zurück und 12 Meister, etwa 50 Gesellen und 10 Lehrlinge waren in Velpke beschäftigt. Obwohl der Absatz sich wieder entwickelte, ging in der Folgezeit die Anzahl der Meister auf drei zurück und diesen stand eine erhebliche Anzahl vom Gesellen und Helfern gegenüber. Offenkundig selektierten in diesem wirtschaftlichen Umfeld die Meisterbetriebe, die großen kauften die kleinen auf.
Diese Entwicklung hatte Ursachen und weitreichende Wirkung: Um in Velpke eine Konzession als Meister zu erhalten, war eine Bauernstelle vorzuweisen. Land konnten fachlich versierte Gesellen, die die Meisterqualifaktion erstrebten, kaum finanzieren, daher vererbte sich der soziale und wirtschaftliche Status nur innerhalb der Steinmetzfamilien. Ferner florierte die Wirtschaft jener Zeit kaum. Trotz dieser schwierigen Lage expandierten die Gebrüder Friedrich und Carl Körner und kauften den Büstedter Gutsforst auf und sicherten sich dadurch nicht nur Abbaufelder, sondern auch Steinbrüche mit besserem Steinmaterial. Die Konzentration auf wenige Steinbetriebe bedeutete auch, dass technische Neuerungen unterblieben und dass wesentliche Neuerungen im wirtschaftlichen Bereich unterblieben, wie etwa die Mobilisierung von Kapital für Modernisierungen durch Umwandlung der Unternehmen in Aktiengesellschaften. Kapitalisierung war aus der Sicht der Velpker Unternehmer offensichtlich nicht nötig, denn 1913 hatte die Konzentration in wenige Betriebe dazu geführt, dass es lediglich drei große Betriebe gab, die Firmen Gustav Schulze, Kurt Velke und die C.F.C. Körner mit zusammen etwa 1.000 Beschäftigten. Es gelang die durchschnittliche Tagesleistung von 37 Eisenbahnwaggons während des Ersten Weltkriegs zu halten. Der Stein wurde als Schleifstein nach den Niederlanden, Böhmen und Russland verschickt. Im Ersten Weltkrieg wurden offensichtlich die Strukturprobleme der Velpker Sandsteingewinnung, Vernachlässigung umfassender Technisierung mit der Folge fehlender Kapazitäten für Großaufträge, sowie die räumliche Ausweitung der Steinbrüche und die fehlende Kapitalausstattung, verdeckt.

## Steinbruch und Eisenbahnzeitalter

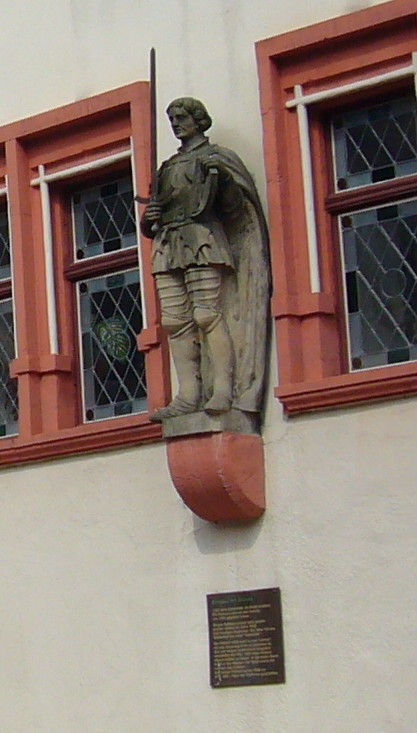
Roland aus Velpker Sandstein am Rathaus in Oebisfelde

1871 kam das Eisenbahnzeitalter nach Velpke, als die Magdeburger-Halberstädter Eisenbahngesellschaft eine Bahnlinie von Berlin nach Lehrte baute, die Oebisfelde und Vorsfelde berührte, allerdings nur durch Preußen führte. Die Verbindung nach Braunschweig fehlte. Der Gütertransport musste dadurch auf Pferdefuhrwerken von Velpke nach Oebisfelde erfolgen. 1895 wurde eine Eisenbahnstrecke Oebisfelde-Helmstedt eröffnet, und nicht Velpke erhielt einen Bahnhof, sondern Wahrstedt. Dieses Problem löste man mit dem Bau einer Schmalspurbahn mit 1,96 Kilometern Länge und einer Spurweite von 750 mm aus den Steinbrüchen nach Wahrstedt-Velpke. 1902 erhielt Velpke einen Bahnhof, als die Bahnstrecke Braunschweig–Oebisfelde fertiggestellt wurde, auf der im Jahre 1925 unter anderem 5.840 Eisenbahnwaggons mit Velpker Steinen transportiert wurden.
Die Eisenbahn war ein wichtiger Faktor nicht nur für den Steintransport, sondern versorgte die Steinarbeiter und die Bevölkerung mit Waren und schuf ferner die Voraussetzung dafür, dass Arbeitskräfte aus dem Umland und Saisonarbeiter aus dem Ausland nach Velpke kommen konnten. Zahlreiche polnische Saisonarbeiter kamen nach Velpke und nach einer Volkszählung im Dezember 1900 gaben 11 Prozent der Bewohner Velpkes an, dass ihre Muttersprache Polnisch ist. Im Sommer wurden vor allem Saisonarbeiter im Steinbruch und in der Landwirtschaft beschäftigt und deshalb wird angenommen, dass in den Sommermonaten 20 Prozent der Bevölkerung Polen waren.

## Soziale Lage der Steinbrucharbeiter
Im Dezember 1912 veröffentlichte die SPD-Zeitung Vorwärts in Braunschweig einen Artikel über die „Steinarbeiterhölle zu Velpke“, in dem die Lage der überwiegend polnischen Steinarbeiter beschrieben wurde. Kritisiert wurde in diesem Artikel vor allem, dass das sogenannte „Trucksystem“ angewendet wurde, das nach dem § 115 der Reichsarbeitsordnung verboten war. Das System bedeutete, dass die Arbeiter kaum Lohn in Geldform erhielten, sondern sie wurden größtenteils durch Unterkunft, Nahrung und anderen Genussmitteln aus firmeneigenen Verkaufsstellen entlohnt. Es bestand zwar kein Kaufzwang in diesen Läden, die den Arbeitgebern und den Vorarbeitern gehörten, wenn die Arbeiter nach 14 Tagen seinen Lohn erhielten. Jedoch mussten sie den Lohn zur Begleichung ihrer Schulden dafür aufwenden. Kauften sie nicht in den firmeneigenen Läden, hatten sie unter dem Druck von Arbeitgeber und Vorarbeiter zu leiden. Es entstand eine subtile Form von Schuldknechtschaft. Aufgrund dieser Tatsache resignierten viele, fielen dem Alkoholismus anheim oder vegetierten dahin. Der Alkoholgenuss in Form von Branntwein war zwar während der Arbeitszeit durch eine Vorgabe der Steinhauerinnung untersagt, dennoch ignorierten die Steinbruchbesitzer diesen ihrer Meinung nach weltfremden Beschluss und öffneten ihre Kantinen. Zudem arbeiteten die Steinarbeiter im Akkord und überschritten als „Einzelkämpfer“ die damaligen hohen Arbeitszeit-Höchstgrenzen und gerieten an die Grenze ihrer körperlichen Belastung. Erschwerend kam hinzu, dass man damals nicht wusste, dass die Sandsteinbearbeitung Silikose (Steinstaublunge) erzeugen kann, wenn keine Schutzmaßnahmen ergriffen werden. Deshalb ist anzunehmen, dass es eine hohe Mortalität unter den Steinarbeitern gab. Die Bevölkerung von Velpke zählte bei 1.350 Einwohnern 44 Witwen, davon nicht wenige Steinarbeiterwitwen.
Im Vorwärts wurden des Weiteren die unvorstellbaren Wohnverhältnisse der Steinarbeiter beschrieben. Hunderte von Arbeitern mussten in den Werkswohnungen in Dreifachbetten mit Strohsäcken und Pferdedecken übereinander schlafen, Vorhänge und Ablagen sowie Schränke fehlten und Privatheit war nicht möglich. Die Räume waren teilweise so voll oder so klein, dass pro Schlafendem rechnerisch ein Luftraum von 6,5 Kubikmeter zur Verfügung stand.

## Weltwirtschaftskrise
Als am sogenannten „Schwarzen Freitag“, am 25. Oktober 1929, die Aktienkurse einbrachen, beschleunigte dies die schon vorhandene Arbeitslosigkeit der Steinarbeiter im Raum Velpke. Die ansteigende Arbeitslosigkeit hatte mehrere Gründe, denn erstens versuchte das Landesarbeitsamt arbeitslose Deutsche zur Arbeit zum Bau von sogenannten Umsiedlungshäuser zu verpflichten, zweitens erfolgte die zwangsweise Ausweisung der polnischen Steinarbeiter; drittens wurden die Gesetze der Weimarer Republik wurden durch die Steinbruchbesitzer ausschließlich zum eigenen wirtschaftlichen Vorteil genutzt und viertens nutzten die Querelen um die Siedlungshäuser und die Stilllegung der Steinbrüche die Nationalsozialisten zum Aufzeigen der Ohnmacht der Demokraten der Weimarer Republik.
Um die Massenarbeitslosigkeit zu senken, war beschlossen worden, Arbeit und kaufkräftige Nachfrage durch Häuserbau zu schaffen. Die entstandenen Siedlungshäuser, in die nur Steinarbeiter ziehen durften, konnten mangels Mieter-Nachfrage nicht bezogen werden und die Gemeinde geriet deshalb in Finanzschwierigkeiten. Dies wurde von den Nationalsozialisten genutzt, um den Gemeinderat zu übernehmen. Erst viel später wurde diese Mietbedingung aufgelöst und die Wohnungen konnten anderweitig vermietet werden.
Mit Beginn der Wirtschaftskrise 1929 waren in den Steinbrüchen 610 Arbeiter beschäftigt, im Jahre 1930 waren es 440. Im Sommer kündigten die Steinbruchbesitzer weitere 385 Entlassungen an. Es kam zwar nicht zu den angekündigten Entlassungen, aber die Steinbruchbesitzer nutzten die Gelegenheit, um die höher entlohnten deutschen Arbeitnehmer zu entlassen und die geringer entlohnten polnischen Steinarbeiter weiter zu beschäftigten. So wurden die polnischen Steinbrucharbeiter ungewollt zu Lohndrückern. Dies brachte Spannungen in den Ort und Fremdenfeindlichkeit, die von den Nationalsozialisten bewusst geschürt wurden. Diese Effekte führten unter anderem auch dazu, dass es möglich wurde, in Velpke eine Ausländerkinder-Pflegestätte gegen Ende des Zweiten Weltkriegs am Rande des Dorfes einzurichten. Zwar waren die zuständigen staatlichen Stellen nicht bereit, das Verhalten der Steinbruchbesitzer zu akzeptieren und das Landesarbeitsamt untersagte die Beschäftigung von Ausländern ohne Befreiungsschein. Im November 1930 verbot das Landesarbeitsamt die Beschäftigung von 54 Polen und erlaubte, dass nur noch 14 Polen ihren Arbeitsplatz behielten. Das polnische Generalkonsulat sollte für die Rückführung der 54 Männer mit 24 Frauen und 61 Kindern sorgen. Es kam zwar nicht unmittelbar zur Rückführung, diese erfolgte später im Februar 1932.
Bis zum Beginn des Zweiten Weltkriegs versuchten die Steinbruchbesitzer, ihre Brüche mangels Aufträgen zu schließen und die Arbeiter zu entlassen. Ihnen wurde angedeutet, dass sie auf öffentliche Aufträgen hoffen können, wenn sie ihre Schließungspläne zurückziehen. Friedrich Körner und die Firma Velke beharrten weiterhin auf Entlassung eines Drittels der Beschäftigten, während die Firma Gustav Schulze ihren Schließungsantrag zurückzog. Das half alles nichts, denn mit Beginn des Zweiten Weltkriegs waren die Nazis an Velpker Sandstein nicht mehr interessiert.

## Zweiter Weltkrieg
Die Steinbrüche waren für die Vorbereitung und die Durchführung des Weltkriegs von geringer Bedeutung und die Betriebsumstellung erfolgte zwangsweise. Der verbleibende kriegswichtige Bedarf sollte von weniger Betrieben gedeckt werden. Der Velpker Sandstein kam für Eisenbahnbau und Beton nicht in Frage. Für die Herstellung von Mauersteinen und Architekturgliedern galt dies ebenso. Lediglich die Produktion von Schleifsteinen und feuerfesten Ofenbausteinen bewahrte die Velpkes Steinbrüche vor einer Gesamtstilllegung und für den Weiterbetrieb kam nur die Firma von Friedrich Körner in Frage. Die beiden anderen großen Betriebe wurden geschlossen. Gegen Friedrich Körner wurden im Ort Intrigen initiiert, die zum Ergebnis hatten, dass er als Betriebsführer, und das war ungewöhnlich für einen Mann in dieser Stellung, kriegsabkömmlich erklärt wurde. Er wurde am 21. September 1944 bei Aachen eingesetzt und gilt seitdem als verschollen.
In den Velpker Steinbrüchen, in den sogenannten Wetzsteinkuhlen, befand sich in der Zeit vom 1. Mai bis zum 21. Dezember 1944 eine der berüchtigten Ausländerkinder-Pflegestätten in der 102 polnische und russische Säuglinge und Kleinkinder von polnischen und russischen Zwangsarbeiterinnen untergebracht waren, die bei Bauern im Raum Helmstedt-Wolfsburg arbeiten mussten. 91 Kinder starben durch gewollte Vernachlässigung und Unterernährung und wurden im Ort beerdigt.

## Nachkriegszeit
Nach dem Kriegsende durchschnitt die Zonengrenze unweit von Velpke das alte Wirtschaftsgeflecht, das für den Velpker Sandstein von großer Bedeutung war. Die Steinbrüche verloren ihre Bedeutung nicht nur für den Ort und nur der Betrieb von Körner mit fünf bis sechs Beschäftigten konnte nach dem Kriege weiterarbeiten. Er hatte 1948 40 Beschäftigte. Am Ende der 1940er Jahre öffneten die anderen Steinbrüche nach der erfolgten Währungsreform wieder. Die Steinbrüche Schulze und Velke stellten 1950 erneut ihre Tätigkeit ein. In den 1960er Jahren eröffneten zwei neue Betriebe, die Velpker Hartsandsteinbrüche GmbH und die Huppertz& Zucker, Steinbrüche. Damals waren, noch vor der Schließung der beiden Betriebe, 60 Personen beschäftigt. In Grasleben existierte 1948 zwei kleinere Firmen und eine Firma Hartsteinbrüche Frömbling & Frasch mit 40 Beschäftigten, die im südlichen Teil des Vorkommens Brüche angelegt hatten. Am Ende blieb lediglich die Firma Körner übrig, die Spezialmaterial für die Glasindustrie und Schleifsteine herstellte. Sie bearbeitete und lieferte zunächst zwar Velpker Sandstein weiter. Aber auch sie stellte die Steingewinnung in Velpke ein und verarbeitete polnischen Sandstein mit vergleichbarer Textur und Färbung. Bis Ende der 1990er Jahre war die Geschichte der Velpker Steinbrüche mit dem Namen Körner verbunden, doch als die Firma Günter Papenburg ihren Steinbruch aufkaufte, endete eine jahrhundertealte Steinmetz-Ära. Die Unternehmung Papenburg aus Niedersachsen nutzte die Steinbrüche nicht mehr für die Natursteingewinnung, sondern zur Sandgewinnung, bis auch sie den Betrieb einstellte. Heute (2009) ist kein Steinbruch mehr im Betrieb.

## Bildhauersymposion
Der Velpker Sandstein erreichte insbesondere in den Jahren 1996 und 1998 Bekanntheit in der Region und in Künstlerkreisen. Die Bildhauersymposien fanden in den Steinbrüchen unter Beteiligung international anerkannter Bildhauer statt. In den drei Wochen dauernden Symposien entstanden Kunstwerke aus Velpker Sandstein. Die Symposien veranstaltete der Kunstverein Velpke in Zusammenarbeit mit der Steinmetzfirma C. Körner Natursteinwerk GmbH Velpke. Einige der steinernen Kunstwerke sind in Velpke und im Theaterpark in Bad Helmstedt Brunnental ausgestellt. Die Symposien wurden nach 1998 nicht mehr fortgesetzt.

## Bauwerke aus Velpker Sandstein
- Berlin:
  - Anhalter Bahnhof (Reste sind erhalten)
  - Preußische Geologische Landesanstalt
  - Landwirtschaftliche Hochschule Berlin
- Braunschweig:
  - Braunschweiger Schloss (bis zur Sprengung),
  - Herzog Anton Ulrich-Museum
  - Kleines Haus des Staatstheaters
  - Technische Universität Braunschweig
  - Bodenbelag (partiell) in den Fußgängerzonen um die Burgpassage
- Göttingen:
  - Universitätsbibliothek Göttingen
- Hamburg:
  - Flurbelag im Rathaus
- Hannover:
  - Jüdisches Mahnmal am Opernhaus Hannover
  - Welfenschloss
- Helmstedt:
  - Rathaus, Kloster Marienberg, St.-Stephani-Kirche
- Oebisfelde:
  - Gebäude des Rathauses
- Warlitz (Mecklenburg)
  - Portale der St. Trinitatis-Kirche